# Eparchie tambovská
Eparchie Tambov je eparchie ruské pravoslavné církve nacházející se v Rusku.

## Území a titul biskupa
Zahrnuje správní hranice území Tambovského, Rasskazovského, Bondarského, Pičajevského, Znamenského, Tokarjovského, Mordovského a Sampurského rajónu Tambovské oblasti.
Eparchiálnímu biskupovi náleží titul biskup tambovský a rasskazovský.

## Historie
Založena byla roku 1682 výnosem cara Fjodora III. Alexejeviče a patriarchy moskevského Ioakima. Zpočátku eparchie zahrnovala města Tambov, Kozlov a Borisoglebsk.
Tambovská stolice na konci 17. století sehrála důležitou roli v posilování pravoslaví na Donu a v odporu proti starověrcům rozšiřujícím se v ruském státu. V eparchií se podél řek Don a Medvedica stavěly chrámy, zakládaly a renovovaly monastýry.
Dne 23. srpna 1700 byla eparchie zrušena a její území přešlo pod jurisdikci rjazaňské eparchie, od roku 1720 pod jurisdikci voroněžské eparchie a od roku 1723 pod Moskevský synod. Bylo obtížné řídit tak rozsáhlou a odlehlou eparchii prostřednictvím moskevského synodu, proto znovu vyvstala otázka jmenování nového biskupa.
Roku 1758 byla výnosem carevny Alžběty Petrovny eparchie obnovena. Kromě Tambova a Kozlova se součástí eparchie staly: Dobroje, Kerensk, Narovčat, Věrchnij Lomov, Nižnij Lomov a Troick. Od roku 1764 přešli pod její jurisdikci města Penza, Borisoglebsk, Insar a Mokšan. Od roku 1779 byla přidána města Saransk, Moršansk, Kirsanov, Ranenburg, Serdobsk a Čembar. Konečné hranice eparchie byly stanoveny roku 1803.
Do konce 30. let 20. století nezůstala na území tambovské eparchie ani jedna aktivní farnost. Obnova eparchie začala v říjnu 1943, kdy byl otevřen první chrám ve městě Tambov. Roku 1958 působilo v Tambovské oblasti 47 farností. V 50. letech 20. století byl vliv náboženství na život obyvatel Tambova, navzdory proticírkevní politice sovětské vlády velmi velký. Na Tambovsku bylo v roce 1958 pokřtěno 22,3 % narozených, 8,2 % manželských párů bylo oddáno v chrámu, 19,4 % zemřelých bylo pohřbeno podle církevního obřadu. Roku 1958 šlo na Tambovsku ke zpovědi 132 825 dospělých a 11 025 dětí. Dokonce Chruščovova protináboženská kampaň nemohla výrazně oslabit vliv náboženství na tambovské obyvatele a počet křtů v letech 1957-1964 dokonce vzrostl. Roku 1964 bylo pokřtěno 53,6 % narozených, 4,6 % manželských párů bylo oddáno v chrámu, 24,5 % zemřelých bylo pohřbeno podle církevního obřadu. Během Chruščovova období se však počet chrámů v regionu výrazně snížil. K roku 1959 se na území eparchie nacházelo 47 chrámů a roku 1964 už jen 40.
Dne 26. prosince 2012 byly rozhodnutím Svatého synodu zřízeny z části území eparchie mičurinská a eparchie uvarovská. Všechny tři eparchie se staly součástí nově vzniklé tambovské metropole.

## Seznam biskupů
- 1682–1684 Leontij
- 1685–1698 Pitirim svatořečený
- 1698–1700 Ignatij (Šangin)
  - 1700–1758 zrušena
- 1758–1766 Pachomij (Simanskij)
- 1766–1786 Feodosij (Golosnickij)
- 1788–1794 Feofil (Rajev)
- 1794–1794 Platon (Ljubarskyj)
- 1794–1811 Feofil (Rajev) podruhé
- 1812–1821 Iona (Vasilevskij)
- 1821–1824 Feofilakt (Širjajev)
- 1824–1829 Afanasij (Těljatěv)
- 1829–1832 Jevgenij (Baženov)
- 1832–1841 Arsenij (Moskvin)
- 1841–1857 Nikolaj (Dobrochotov)
- 1857–1859 Makarij (Bulgakov)
- 1859–1863 Feofan (Govorov) svatořečený
- 1863–1873 Feodosij (Šapovalenko)
- 1873–1876 Palladij (Rajev)
- 1876–1885 Palladij (Gankevič)
- 1885–1890 Vitalij (Iosifov)
- 1890–1894 Ieronim (Ekzempljarskij)
- 1894–1898 Alexandr (Bogdanov)
- 1898–1902 Georgij (Orlov)
- 1902–1903 Dymytrij (Kovalnyckyj)
- 1903–1909 Innokentij (Běljajev)
- 1909–1918 Kirill (Smirnov) svatořečený mučedník
- 1918–1927 Zinovij (Drozdov)
  - 1923–1924 Dimitrij (Dobroserdov) dočasný správce svatořečený mučedník
  - 1924–1926 Stěfan (Gnědovskij) dočasný správce
  - 1926–1927 Alexij (Buj) dočasný správce svatořečený mučedník
- 1927–1928 Serafim (Meščerjakov)
- 1930–1936 Vassian (Pjatnickij) svatořečený vyznavač
- 1936–1938 Venedikt (Alentov)
  - 1938–1941 katedra neobsazena
- 1941–1942 Alexij (Sergejev)
  - 1943–1944 Grigorij (Čukov) dočasný správce
- 1944–1946 Luka (Vojno-Jaseněckij) svatořečený
- 1946–1961 Ioasaf (Žurmanov)
- 1961–1962 Michail (Čub)
- 1962–1968 Inokentij (Zelnyckyj)
  - 1968–1968 Pimen (Izvekov) dočasný správce
  - 1968–1968 Pitirim (Něčajev) dočasný správce
- 1968–1970 Antonij (Krotěvyč)
- 1970–1972 Ionafan (Kopolovyč)
- 1972–1974 Damaskin (Bodryj)
- 1974–1985 Michail (Čub) podruhé
- 1985–1987 Valentin (Miščuk)
- 1987–2002 Jevgenij (Ždan)
- od 2002 Feodosij (Vasněv)